# Clippers de Baltimore
Pour le type de voilier, voir Baltimore Clippers.
Les Clippers de Baltimore sont une franchise de hockey sur glace de la Ligue américaine de hockey basée à Baltimore dans l'État du Maryland. L'équipe est créée en 1962 et a existé jusqu'en 1976. Elle avait pour logo un marin qui faisait du hockey devant une ancre de marine.
En 1967, lors de la création des Penguins de Pittsburgh de la Ligue nationale de hockey, les deux équipes deviennent affiliées pour la première saison des Penguins. Cette affiliation dure une saison avant d'être reconduit pour une autre saison en 1970-1971.

## Statistiques
Pour les significations des abréviations, voir statistiques du hockey sur glace.

L'équipe finit en première position de la division à trois reprises en 1971, 1972 et 1974.
| Saison    | PJ | V  | D  | N  | BP  | BC  | Pts | Classement      | Séries éliminatoires    |
| --------- | -- | -- | -- | -- | --- | --- | --- | --------------- | ----------------------- |
| 1962-1963 | 72 | 35 | 30 | 7  | 226 | 244 | 77  | 3e de division  | Défaite au premier tour |
| 1963-1964 | 72 | 32 | 37 | 3  | 200 | 220 | 67  | 4e de division  | Non qualifiés           |
| 1964-1965 | 72 | 35 | 32 | 5  | 275 | 249 | 75  | 3e de division  | Défaite au premier tour |
| 1965-1966 | 72 | 27 | 43 | 2  | 212 | 254 | 56  | 4e de division  | Non qualifiés           |
| 1966-1967 | 72 | 35 | 27 | 10 | 252 | 247 | 80  | 2d de division  | Défaite au second tour  |
| 1967-1968 | 72 | 28 | 34 | 10 | 236 | 255 | 66  | 4e de division  | Non qualifiés           |
| 1968-1969 | 74 | 33 | 34 | 7  | 266 | 257 | 73  | 2d de division  | Défaite au premier tour |
| 1969-1970 | 72 | 25 | 30 | 17 | 230 | 252 | 67  | 3e de division  | Défaite au premier tour |
| 1970-1971 | 72 | 40 | 23 | 9  | 263 | 224 | 89  | 1er de division | Défaite au premier tour |
| 1971-1972 | 76 | 34 | 31 | 11 | 240 | 249 | 79  | 1er de division | Défaite en finale       |
| 1972-1973 | 76 | 17 | 48 | 11 | 210 | 315 | 45  | 6e de division  | Non qualifiés           |
| 1973-1974 | 76 | 42 | 24 | 10 | 310 | 232 | 94  | 1er de division | Défaite au second tour  |
| 1974-1975 | 46 | 14 | 22 | 10 | 136 | 180 | 38  | 5e de division  | Non qualifiés           |
| 1975-1976 | 76 | 21 | 48 | 7  | 238 | 316 | 49  | 5e de division  | Non qualifiés           |